# Паскевичи

Радван — родовой герб Пашкевичей/Паскевичей

Паскевичи — княжеский, графский и дворянский род.
Род князей Варшавских Паскевичей внесён в V часть дворянской родословной книги Санкт-Петербургской губернии, а дворянские отрасли рода Паскевич внесены в VI, II и III части родословных книг Полтавской, Херсонской и Екатеринославской губернии.

## Происхождение и история рода
Родоначальник Фёдор Цаленко, бывший полковым товарищем в Полтавском полку (1698). Его сын Яков прозывался Пасько-Цалый, после этого пошло ответвление и образовалась отдельная фамилия и род Пасько, а внук, Иван Яковлевич, стал писаться Паскевичем.
Потомок Фёдора Цаленко Иван Фёдорович Паскевич (VII-колено) возведён (15 марта 1828) в графское Российской империи достоинство с фамилией Паскевич-Эриванский (за взятие города Эривани в войне с Персией), возведён (04 сентября 1831) в княжеское достоинство с титулом Светлости и фамилии Варшавский (за взятие города Варшавы).
Его сын, генерал-лейтенант, князь Фёдор Иванович состоял в браке с графиней Ириной Павловной Воронцовой-Дашковой, переведшей с русского на английский язык много литературных произведений.

## Известные представители
- Иван Фёдорович Паскевич-Эриванский (1782—1856) — граф; светлейший князь Варшавский; русский военный деятель, генерал-фельдмаршал (1829), генерал-адъютант (1825).
  - Елизавета Алексеевна Грибоедова (Паскевич-Эриванская, Варшавская) (1795—1856), жена И. Ф. Паскевича, двоюродная сестра А. С. Грибоедова.
- Паскевич, Фёдор Иванович (1823—1903) — генерал-лейтенант, генерал-адъютант, сын генерал-фельдмаршала Ивана Фёдоровича Паскевича.
  - Паскевич, Ирина Ивановна (1835—1924) — благотворительница, дочь обер-церемониймейстера, действительного тайного советника графа Ивана Илларионовича Воронцова-Дашкова, жена (с 1853 года) Фёдора Ивановича Паскевича, сына русского полководца Ивана Фёдоровича Паскевича-Эриванского.

## Описание гербов

#### Герб. Часть XI. № 1.
Герб Светлейшего князя Варшавского, графа Паскевича-Эриванского: Щит четверочастный со щитом в средине. В первой, золотой части, возникающий Императорский Орел, имеющий на груди Московский герб, окруженный цепью ордена Святого Апостола Андрея Первозванного. Во второй, лазуревой части, серебряная хоругвь, на трех, на крест положенных, знаменах, Орловского Князя Варшавского полка. В третьей, серебряной части, красные, зубчатые, с золотыми швами, открытые городские ворота, увенчанные красной, с золотыми швами, башнею, украшенною красными, рогами вверх, полумесяцем (в воспоминание взятия города Эривани). В четвертой, красной части, серебряная, с золотым хвостом, сирена, вооруженная золотым выгнутым мечем и красным, с золотою каймою, щитом, украшенным орлом Царства Польского (в воспоминание взятия города Варшавы). В среднем, золотом щите, имеющий на груди, окруженный цепью ордена Св. Апостола Андрея Первозванного, Московский герб. Щит украшен графскою короною и тремя графскими же коронованными шлемами. Нашлемники: средний — возникающий Императорский Орёл, имеющий на груди окруженный цепью ордена Св. Апостола Андрея Первозванного, Московский герб. Второй и третий — три страусовых пера, среднее — серебряное и крайние — лазуревые. Намёты: средний — чёрный, с золотом, боковые — лазуревые с серебром. Щитодержатели: Гренадер и Кавказский воин. Девиз: «Честь и верность», серебряными буквами на лазуревой ленте. Герб украшен Княжескою мантиею, увенчанною Княжескою же короною..

#### Герб. Часть X. № 3.
Герб князя Варшавского, графа Паскевича-Эриванского: щит разделен на четыре части. В верхней, правой части щита, в золотом поле, изображен двуглавый чёрный орел, увенчанный короною, на груди коего в красном поле всадник на коне. В левой части, в голубом поле, изображен постамент, яко древний герб дворян Паскевичей. В нижней правой части, в серебряном поле, башня с развалинами крепости, означающими взятие оной, снизу коей надпись: Эривань; в нижней левой части, в золотом поле, в щите красного цвета, изображена сирена, имеющая правую руку вверх подъятую с мечем, а в левой держащую щиток с изображением герба Царства Польского, внизу коего надпись: Варшава. В середине же сих четырех частей щита находится малый щиток, на коем в красном поле изображен увенчанный короною двуглавый черный орел. На щите находится Графская корона, на которой поставлены три шлема с золотыми обручами, из коих средний увенчан короною, на поверхности коей виден чёрный двуглавый с распростертыми крыльями орёл, имеющий над главами корону. Крайние же шлемы увенчаны дворянскими коронами с страусовыми перьями. Щитодержатели: с правой гренадер, а с левой воин в одежде Кавказских народов. Весь щит покрыт мантиею и шапкою, принадлежащими Княжескому достоинству. Под щитом девиз: «ЧЕСТЬ и ВЕРНОСТЬ».

#### Герб. Часть X. № 14.
Герб графа Паскевича-Эриванского: щит разделен на две половины, в первой половине щита изображен двуглавый чёрный орел, увенчанный короною, на груди коего в красном поле всадник на коне. В нижней, разделенной на две части, с правой стороны в серебряном поле, башня с развалинами крепости, означающими взятие оной, внизу коей надпись: Эривань; с левой стороны, в голубом поле, изображен постамент, яко древний герб дворян Паскевичей. На верху щита положена обыкновенная Графам Российской Империи свойственная корона, на которой поставлены три шлема с золотыми обручами, из них средний увенчан Графскою же короною, на поверхности коей является чёрный двуглавый орел с распростертыми крыльями, имеющий над главами корону; крайние же шлемы увенчаны дворянскими коронами с строусовыми перьями. Намёт на щите золотой, подложенный голубым. Щитодержатели: с правой гренадер, а с левой воин в одежде Кавказских народов. Под щитом девиз состоит из слов: «ЧЕСТЬ и ВЕРНОСТЬ».

#### ДС Часть 11. № 16.
Герб Иосифа, Степана и Константина Паскевичей (05 июня 1832): в лазуревом щите серебряный постамент для полкового значка. Над щитом дворянский коронованный шлем с тремя страусовыми перьями. Намёт: лазуревый, подложенный серебром.